# 基姆 (亞利桑那州)
基姆（英語：Kim）是位於美國亞利桑那州尤馬縣的一個非建制地區。該地的面積和人口皆未知。

## 地理
基姆的座標為32°44′05″N 113°42′09″W / 32.73472°N 113.70250°W，而該地的平均海拔高度為122米（即400英尺）。